# Войцех Рубінович

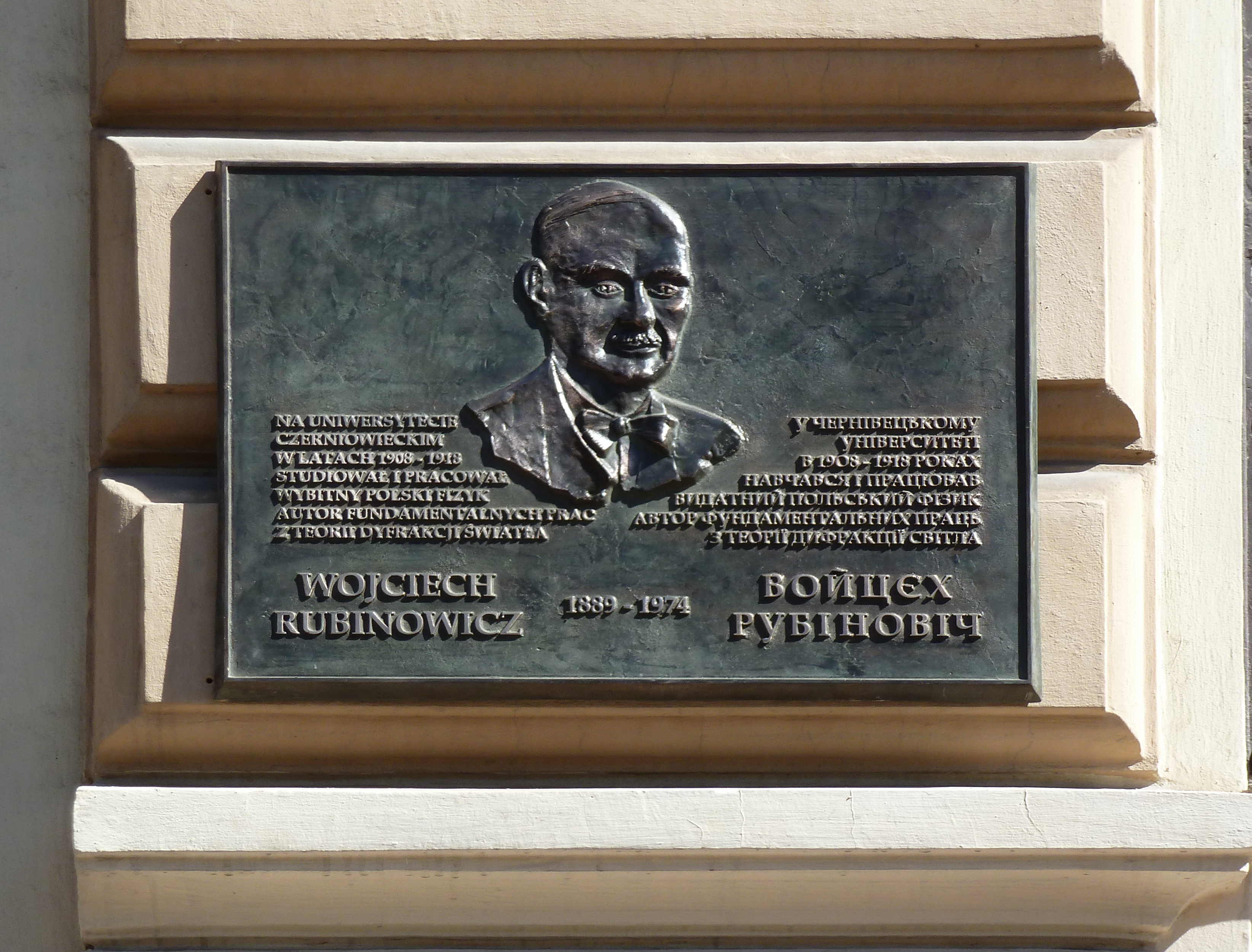
Меморіальна дошка

Войцех Сильвестер Петро Рубінович (пол. Wojciech Sylwester Piotr Rubinowicz, нім. Adalbert Rubinowicz, 22 лютого 1889, Садгора на Буковині  — 13 жовтня 1974, Варшава) — польський фізик-теоретик, доктор фізико-математичних наук, професор Львівської Політехніки, Львівського Державного університету, Варшавського університету. Дійсний член Польської академії наук.

## Біографія
Син Дем'яна, учасника Польського повстання 1863—1864, фармацевта у Садгорі, студент Чернівецького університету. 1912 став асистентом проф. Йосипа фон Гайтлера. 1914 здобув ступінь доктора фізичних наук. 1916 покинув Чернівці, виїхав до Відня. У Мюнхені став студентом проф. Арнольда Зоммерфельда, 1917 асистентом, як стипендіат Фундації Аншіц-Кемпфе-Штіфтунґ (нім. Anschütz-Kämpfe Stiftung).
1919–1920 працював у Копенгагені у професора Нільса Бора.
1920–1922 був професором Люблянського університету, 1922–1937 Львівської Політехніки, 1937–1945 Львівського державного університету, 1946–1960 Варшавського університету.
У 1937—1939 роках асистентом проф. Войцеха Рубіновича у Львівському університеті був доктор Василь Міліянчук.
Помер 13 жовтня 1974 року у Варшаві. Похований на Повонзківському цвинтарі у Варшаві, поле № 216-I-14.
11 вересня 2012 на Чернівецькому університеті відкрито меморіальну дошку з написом:

| «У Чернівецькому Університеті в 1908—1918 роках навчався і працював видатний польський фізик, автор фундаментальних праць з теорії дифракції світла Войцєх Рубіновіч 1889—1974» |